# Pandanrejo (Kaligesing)
Pandanrejo is een bestuurslaag in het regentschap Purworejo van de provincie Midden-Java, Indonesië. Pandanrejo telt 976 inwoners (volkstelling 2010).